# Mladá fronta
Mladá fronta, a. s. bylo české vydavatelství. Vydávalo knihy různých žánrů a přes čtyřicet časopisů včetně odborných a dětských. Spolupracovalo též se spřízněným slovenským nakladatelstvím MF Media. Do mediální skupiny dále patřilo větší množství internetových portálů, zahrnující Cnews.cz, Edna.cz a Euro.cz.
Akciová společnost Mladá fronta a. s. vznikla rozhodnutím Ministerstva hospodářství České republiky po výmazu podniku Mladá fronta, nakladatelství a vydavatelství, a to bez likvidace jako jeho právní nástupce. Do obchodního rejstříku byla zapsána 17. května 1993. Od roku 2003 je jediným akcionářem Mladé fronty, a.s. americká společnost European Financial Services, Inc. registrovaná v Oregonu, za kterou stojí v Londýně žijící český podnikatel František Savov.
Od února 2020 je společnost v úpadku. V listopadu 2020 přestaly vycházet tištěné časopisy nakladatelství, v prosinci 2020 přestaly též fungovat jeho internetové portály. Online divizi vydavatelství v lednu 2021 koupilo vydavatelství Internet Info. Knižní divizi koupila v únoru 2021 společnost Albatros Media.

## Historie

### Vznik
Idea vzniku mládežnického vydavatelství vznikla během 2. světové války v ilegálním Hnutí mládeže za svobodu. K tomu účelu si vyhlédli tiskárnu v Panské ulici v Praze, kde byl za války vydáván nacistický deník Der Neue Tag a která původně patřila významnému německému deníku Prager Tagblatt, v květnu 1945 ji obsadili a začali vydávat vlastní deník, který nazvali Mladá fronta. Název byl inspirován předválečným časopisem levicových studentů Mladá kultura.

### Privatizace
Vydavatelství patřilo Fondu dětí a mládeže a prodal je likvidátor fondu Pavel Žák. Tentýž Žák prodával pod cenou majetek SSM v hodnotě minimálně dvou set milionů korun zejména třem neprůhledným firmám. Dnes je za tyto podivné prodeje obžalován.
Žák prodal vydavatelství MF ve veřejné dražbě v roce 2001 neznámé skupině investorů za necelých 22 milionů, ačkoli jeho nominální hodnota byla 139 milionů korun. Prodej Žákovi dokonce zakázal tehdejší ministr financí Jiří Rusnok, ale nepochodil.

## Součásti

### Vydávání časopisů
Vydavatelství MF vydávalo časopisy Active sport, AutoPrůvodce, AUTO7, auto motor a sport, auto motor a sport Classic,  lastauto omnibus, MOTOCYKL, Udělej si sám. Vydavatelství také vydávalo ekonomický týdeník Euro, magazíny Profit a Hipster a dětské časopisy Puntík a Tečka. Kromě nich MF vydávalo ještě asi 25 odborných lékařských časopisů. Některé časopisy také vydávalo jako elektronické tituly ve formátu pdf nebo formátech pro mobilní telefony.
V roce 2009 se společnost Mladá fronta rozhodla vydávat síť 27 regionálních týdeníků Sedmička (s podtitulem regionu). Deník E15 byl v roce 2016 prodán společnosti Serafico investment s.r.o., jejímž jediným společníkem je Petr Hrdlička.

### Knižní vydavatelství (nakladatelství Mladá fronta)
Vydáváním knih se zabývala divize Kniha. Je nejstarším, kontinuálně fungujícím vydavatelstvím knih v České republice, s působností od roku 1945. Ročně vydává kolem 200 knih, a to například v tradičních edicích Kolumbus, Květy poezie, Moderní světová próza, ale i v novějších řadách jako jsou Jednorožec, Ikaros aj.
Největšího úspěchu dosáhly překlady knih J. R. R. Tolkiena, práva na něž však od roku 2005 MF ztratila. Mezi další dlouhodobě úspěšné knihy patří například tituly Ladislava Špačka Deset let s Václavem Havlem, Nová velká kniha etikety, knihy Arnošta Lustiga jako Živel Lustig, rozhovory Tachles - Lustig, či dětské tituly, jako např. Komisař Vrťapka. Dlouhodobému zájmu se rovněž těšily tituly oblíbených autorů, jakými jsou například Pavel Kosatík, Bohumil Hrabal, Philip Roth, či David Lodge.
Nakladatelství provozovalo vlastní elektronický obchod. Celou knižní divizi koupila v únoru 2020 společnost Albatros Media.

### Internetové portály
Do mediální skupiny patřily internetové portály Autobible.cz, Euro.cz, Zdraví.Euro.cz, Finance.cz, Rodičov.cz, Kniha.cz, Cnews.cz, Můjsoubor.cz, Stáhnu.cz, Edna.cz, Videačesky.cz, Raketka.cz, HryProDívky.cz, NaSvah.cz, CoChceš.cz..Online divizi v lednu 2021 koupilo vydavatelství Internet Info.

## Cena nakladatelství Mladá fronta
Nakladatelství udělovalo výroční cenu nakladatelství Mladá fronta. Ucelený přehled udělených cen není na stránkách nakladatelství k dispozici, z ostatních zdrojů lze zjistit například tyto ceny:
- 1964 Ivan Diviš, básník, redaktor nakladatelství MF
- 1965 Bohumil Hrabal, za knihu Pábitelé
- 1966 Jiří Šalamoun, výtvarník
- 1977 Jan Měřička, výtvarník
- 1977 Jaromír Pelc, za knihu Nový obsah
- 1989 Vladimír Reis, za překlad roku Pásla koně na betoně
- 1991 (udělena 29. května) Karel Kryl, za titul Kníška Karla Kryla, Zdeněk Mlynář, Ludvík Vaculík[20]
- 1993 Antonín Bajaja, za románový diptych Duely
- 1996 Lubomír Šedivý, knižní designér
- 1997 Jan Jiskra, grafik a typograf
- 2000 Otakar Karlas, typograf
- 2004 Vítězslav Jareš, za knihu Intrikáni, původní česká beletrie

## Edice Ladění
Ladění byla edice debutů nakladatelství Mladá fronta (1987–1994). Zakladateli a redaktory edice byli básníci z generace "Pětatřicátníků" Jaromír Pelc, Karel Sýs a Jiří Žáček, výtvarnou podobu (s využitím děl rovněž debutujících malířů a grafiků) garantoval Josef Velčovský. Tato ediční rada připravila do tisku všechny svazky vydané v letech 1987–1991, přestože od poloviny roku 1990 už nebyla v tiráži knih uváděna. Výkonným redaktorem byl Vojtěch Kantor. Od roku 1992 redigoval Ladění Jiří Rulf.

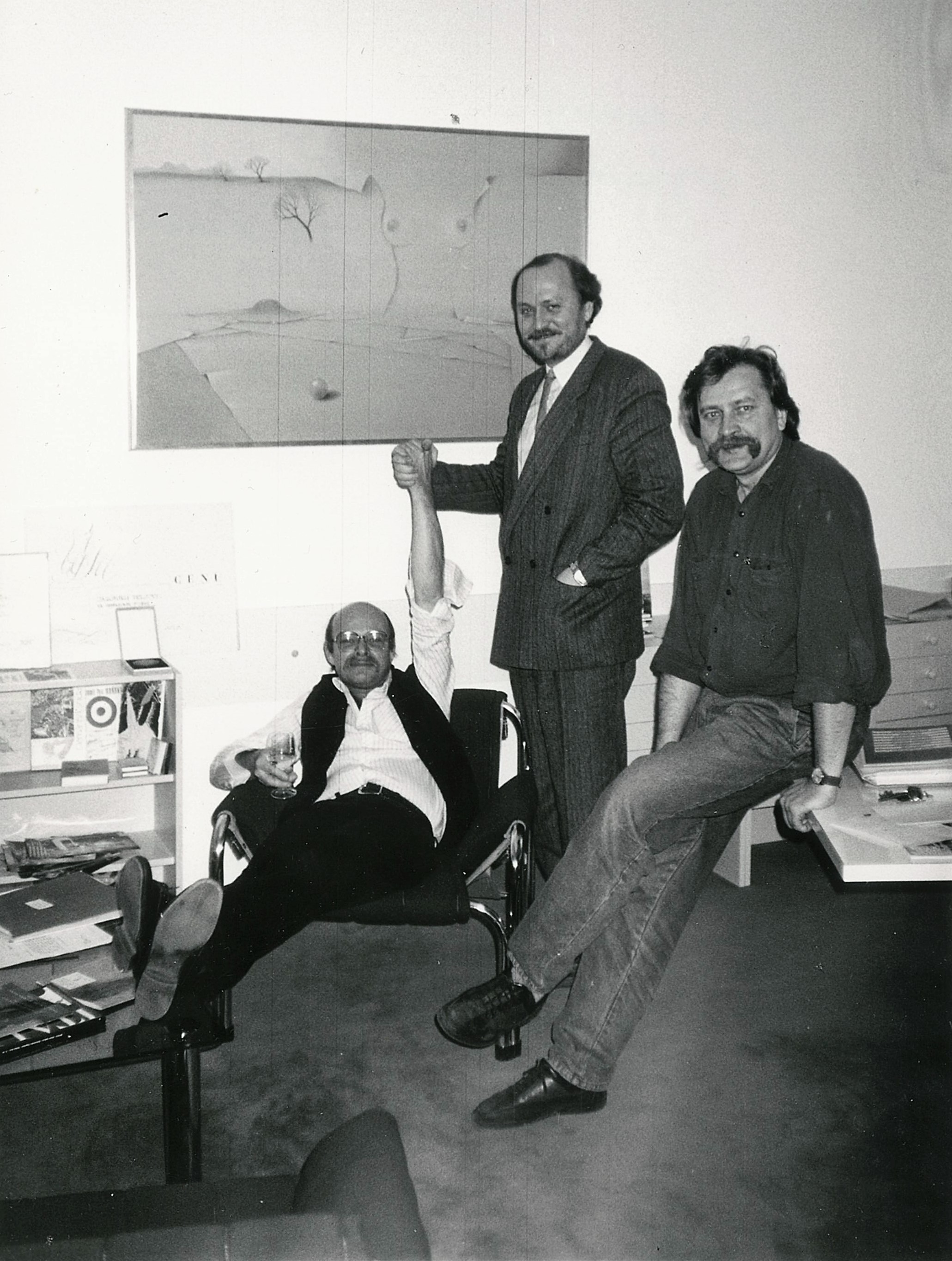
Básník a šéfredaktor nakladatelství Mladá fronta (1987-1990) Jaromír Pelc ve své pracovně v Panské ulici číslo 8. Vpravo vedoucí výtvarné redakce Mladé fronty Josef Velčovský, uprostřed básník Josef Šimon

Z později známějších autorů se v literatuře prostřednictvím této edice etablovali Svatava Antošová, Norbert Holub, Lubor Kasal či Zdeněk Lebl, v devadesátých letech Petr Borkovec, Martin Langer, Petr Motýl, Ewald Murrer, Božena Správcová a Jaromír Typlt. Básnickým debutem se uvedl pozdější režisér Jan Hřebejk. Méně často redakce zařazovala první knihy prozaiků (Jiří Janatka, Ivan Matoušek, Martin Vopěnka); Michal Ajvaz v edici debutoval jako básník i jako prozaik.

## Útvar novinářské informace a dokumentace (ÚNID)
Již od počátku sedmdesátých let 20. století nakladatelství provozuje monitoring českých médií a výstřižkovou službu. Původně šlo o činnost pro vlastní potřebu vydavatelství a pro potřebu deníku Mladá fronta. Po roce 1989 poskytuje komerční služby i jiným subjektům. Označuje se za nejucelenější archiv českých periodik, který pokrývá i období před přechodem periodik na počítačové technologie včetně těch, která existovala jen krátce.